# Schachweltmeisterschaft der Frauen 1931
Die Schachweltmeisterschaft der Frauen 1931 (Eigenbezeichnung: Damenturnier um die Weltmeisterschaft und um den Cup der Hon. Lady Hamilton-Russel) war ein vom 12. bis 26. Juli 1931 in Prag zeitgleich mit der Schacholympiade abgehaltenes Turnier um den Titel der Schachweltmeisterin.
Die seit 1927 amtierende tschechoslowakische Weltmeisterin Vera Menchik verteidigte in dem doppelrundig abgehaltenen Turnier mit acht Siegen aus acht Partien ihren Titel. Mit der halben Punktzahl erreichte die gesundheitlich angeschlagene Österreicherin Paula Kalmar-Wolf den zweiten Platz.
Dem Antrag von Vera Menchik beim veranstaltenden Weltschachbund wurde stattgegeben, zukünftig mehr als eine Teilnehmerin aus jedem Land zur Weltmeisterschaft zuzulassen. 1933 wurde das neue Recht von Frankreich und England genutzt, um jeweils zwei Teilnehmerinnen auszusenden.
| # | Player            | 1   | 2   | 3   | 4   | 5   | Gesamt |
| - | ----------------- | --- | --- | --- | --- | --- | ------ |
| 1 | Vera Menchik      | -   | 1 1 | 1 1 | 1 1 | 1 1 | 8      |
| 2 | Paula Kalmar-Wolf | 0 0 | -   | 0 1 | 0 1 | 1 1 | 4      |
| 3 | Agnes Stevenson   | 0 0 | 1 0 | -   | 1 ½ | 1 0 | 3½     |
| 4 | Katarina Beskow   | 0 0 | 1 0 | 0 ½ | -   | 1 0 | 2½     |
| 5 | Wally Henschel    | 0 0 | 0 0 | 0 1 | 0 1 | -   | 2      |